# Északnyugati régió (Izland)
Az Északnyugati régió (izlandiul Norðurland vestra, kiejtése: ˈnɔrðʏrˌlant ˈvɛstra) Izland nyolc régiójának egyike. Székhelye és legnagyobb városa Sauðárkrókur.
Nevezetessége a Vatnsnes-félszigeten található, sárkányfejet ábrázoló Hvítserkur bazaltszikla.

## Fordítás
- Ez a szócikk részben vagy egészben  a   Northwestern Region (Iceland) című angol Wikipédia-szócikk ezen változatának fordításán alapul.  Az eredeti cikk szerkesztőit annak laptörténete sorolja fel. Ez a jelzés csupán a megfogalmazás eredetét és a szerzői jogokat jelzi, nem szolgál a cikkben szereplő információk forrásmegjelöléseként.